# Рідкокристалічний дисплей

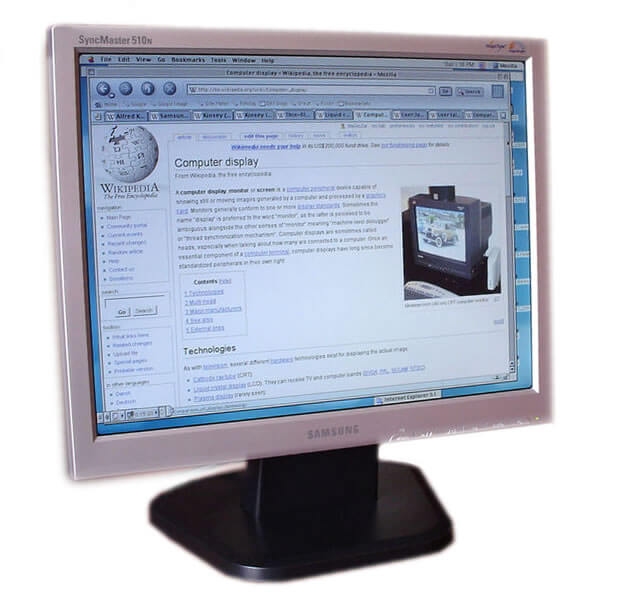
Рідкокристалічний монітор

Рідиннокристалі́чний диспле́й (англ. liquid crystal display (LCD)) — електронний пристрій візуального відображення інформації (дисплей), принцип дії якого ґрунтується на явищі електричного переходу Фредерікса в рідких кристалах. Дисплей складається з довільної кількості кольорових або монохромних точок (пікселів), і джерела світла або відбивача (рефлектора).
Кожна з кольорових точок рідкокристалічного дисплея складається з кількох комірок (як правило, з трьох), попереду яких встановлюються світлові фільтри (найчастіше — червоний, синій і зелений). Тобто колір певної точки і її яскравість визначається інтенсивностями світіння комірок, з яких вона складається.
Керування кожною рідкокристалічною коміркою здійснюється з допомогою напруги, яку подає на комірку один з тонкоплівкових транзисторів (TFT — абревіатура від англ. Thin-Film Transistor).
Рідкокристалічні дисплеї мають низьке енергоспоживання, тому вони знайшли широке застосування, як у кишенькових пристроях (годинниках, мобільних телефонах, кишенькових комп'ютера), так і в комп'ютерних моніторах, телевізорах тощо.

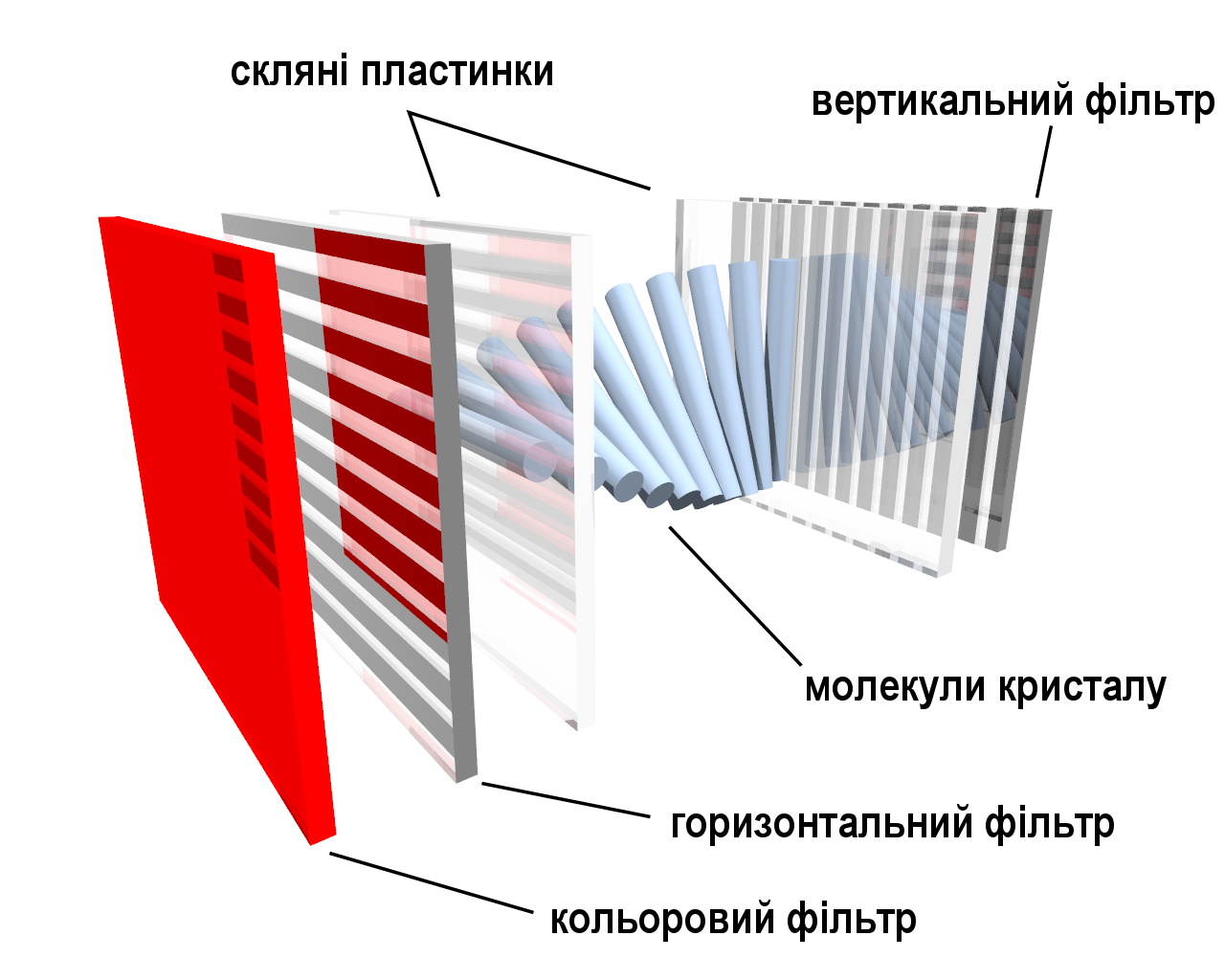
Піксель складається з: кольорового фільтра; горизонтального поляризатора; оточеного двома шарами скла рідкокристалічного шару, який здатен змінювати свою поляризацію; вертикального фільтра.

## Будова
Екран LCD є масивом маленьких сегментів (пікселів), котрими можна маніпулювати для відображення інформації. LCD має кілька шарів, де ключову роль грають дві панелі, зроблені з вільного від натрію і дуже чистого скляного матеріалу, який називають субстратом або підкладкою. Проміжок між шарами заповнений тонким шаром рідкого кристалу. На панелях є борозенки, що надають їм спеціальної орієнтації. Борозенки розташовані паралельно між собою в межах кожної панелі, але борозенки однієї панелі перпендикулярні до борозенок іншої. Поздовжні борозенки утворюються внаслідок нанесення на скляну поверхню тонких плівок прозорого пластику, що потім спеціальним чином обробляється.
Борозенки орієнтують молекули рідкого кристалу однаково у всіх комірках. Молекули одного з типів рідких кристалів (нематиків) при відсутності напруги повертають вектори електричного (і магнітного) полів світлової хвилі на деякий кут у площині, перпендикулярній до напрямку поширення світлового променя. Нанесення борозенок на поверхню скла дозволяє забезпечити однаковий кут повороту площини поляризації для всіх комірок. Проміжок між панелями дуже тонкий.

## Технологічні характеристики
- Тип матриці — технологія виготовлення дисплею
- Роздільна здатність — кількість пікселів у кожному з вимірів, що може бути відображена.
- Розмір пікселя — відстань між центрами сусідніх пікселів.
- Яскравість — світлова характеристика тіл, які є джерелами світла.
- Контрастність — міра виявлення об'єкта на фоні.
- Час відгуку — мінімальний час, необхідний пікселю для зміни своєї яскравості.
- Кут огляду — кут відносно перпендикуляра до центру матриці, при спостеріганні котрого контрастність зображення у центрі матриці падає до 10:1.

## Типи матриць
- TN+FILM — (Twisted Nematic + film), інколи можна зустріти назву TN. Один з найстаріших і найпоширеніших типів матриць.
- IPS (SFT) — IPS (In-Plane Switching)/SFT (Super Fine TFT). Технологія була розроблена компаніями Hitachi та NEC. На даний час[коли?] єдиний тип матриць, котрі передають повну глибину кольору RGB — 24 біти, по вісім біт на канал. Починаючи з 1998 року розвитком даної технології зайнялися компанії: Hitachi, NEC та LG. Окрім цього, була створена технологія ACE (Advanced Coplanar Electrode) від компанії Samsung, але ця технологія не використовується при створенні моніторів.
  - S-IPS — Пізніше після перемикання в площині було представлено Super-IPS із ще кращим часом відгуку та відтворенням кольорів.[1]

| Назва              | Коротка назва | Рік  |
| ------------------ | ------------- | ---- |
| Super Fine TFT     | SFT           | 1996 |
| Advanced SFT       | A-SFT         | 1998 |
| Super-Advanced SFT | SA-SFT        | 2002 |
| Ultra-Advanced SFT | UA-SFT        | 2004 |

| Назва              | Коротка назва | Рік  |
| ------------------ | ------------- | ---- |
| Super TFT          | IPS           | 1996 |
| Super-IPS          | S-IPS         | 1998 |
| Advanced Super-IPS | AS-IPS        | 2002 |
| IPS-Provectus      | IPS-Pro       | 2004 |
| IPS alpha          | IPS-Pro       | 2008 |
| IPS alpha next gen | IPS-Pro       | 2010 |

| Назва                         | Коротка назва | Рік  |
| ----------------------------- | ------------- | ---- |
| Super-IPS                     | S-IPS         | 2001 |
| Advanced Super-IPS            | AS-IPS        | 2005 |
| Horizontal IPS                | H-IPS         | 2007 |
| Enhanced IPS                  | e-IPS         | 2009 |
| Professional IPS              | P-IPS         | 2010 |
| Advanced High Performance IPS | AH-IPS        | 2011 |

- MVA — (Multi-Domain Vertical Alignment). Була розроблена компанією Fujitsu у 1996 році. MVA має ті самі переваги, що і IPS-матриці, і до того ж менший час відгуку. Недоліком є те що час переходу молекул кристалів у проміжні стани триває менше ніж у крайові — це може призвести до змазування зображення при перегляді фільмів, або у динамічних іграх.
- PVA — (Patterned Vertical Alignment). Була розроблена компанією Samsung, як альтернатива MVA. Даний тип матриць демонструє гарну контрастність, але, як і MVA-матриці, має проблеми з яскравістю та часом відгуку.[2]

- IGZO — (Indium Gallium Zinc Oxide). напівпровідниковий матеріал, який може бути використаний як канал для прозорих тонкоплівкових транзисторів. Ці матеріали можуть бути заміною аморфного кремнію для активного шару РК-екранів. Рухливість електронів цього матеріалу в сорок разів вища, ніж у аморфного кремнію, що дозволяє зменшити розмір пікселя (для отримання розширення набагато вищого ніж формат HDTV) або час відгуку екрана.

## Принцип дії
Робота РК-дисплея заснована на явищі поляризації світлового потоку. Кристали-поляроїди здатні пропускати тільки ту складову світла, вектор магнітної індукції якої лежить у площині, паралельній оптичній площині поляроїда. Для решти світлового потоку поляроїд буде непрозорим. У такий спосіб поляроїд ніби просіває світло. Цей процес називається поляризацією світла. Із відкриттям класу рідких речовин, довгі молекули яких чутливі до електростатичного й електромагнітного поля і здатні повертати площину поляризації світла, з'явилася можливість керувати поляризацією. Ці аморфні речовини за схожість із кристалічними речовинами за електрооптичними властивостями, а також за здатність набувати форми посудини, назвали рідкими кристалами.

### Проходження світла
Рідкокристалічна панель освітлюється джерелом світла (у залежності від того, де воно розташоване, рідкокристалічні панелі працюють на відображення або на проходження світла). Площина поляризації світлового променя повертається на 90° при проходженні однієї панелі.
Якщо до комірки прикласти електричне поле, молекули рідких кристалів частково вибудовуються вертикально уздовж поля, кут повороту площини поляризації світла стає відмінним від 90 градусів.
Поворот площини поляризації світлового променя непомітний для ока, тому виникає необхідність додати до скляних панелей ще два інших шари, що виконують роль поляризаційних фільтрів. Ці фільтри пропускають тільки складову світлового променя із заданою поляризацією. Тому при проходженні поляризатора пучок світла буде ослаблений у залежності від кута між його площиною поляризації і віссю поляризатора. При відсутності напруги комірка прозора, тому що перший поляризатор пропускає тільки світло з відповідним вектором поляризації. Завдяки рідким кристалам вектор поляризації світла повертається і до моменту проходження пучком до другого поляризатора він уже повернутий так, що проходить через другий поляризатор без перешкод.
У присутності електричного поля поворот вектора поляризації відбувається на менший кут, тим самим другий поляризатор стає тільки частково прозорим для випромінювання. Якщо різниця потенціалів буде такою, що повороту площини поляризації в рідкому кристалі не відбудеться зовсім, то світловий промінь буде цілком поглинутий другим поляризатором, і освітлений ззаду екран буде здаватися чорним (промені підсвічування цілком поглинаються екраном). Якщо розташувати велике число електродів, що створюють різні електричні поля в окремих місцях екрана (комірках), то з'явиться можливість при правильному керуванні потенціалами цих електродів відображати на екрані елементи зображення. Електроди інкапсулюють в прозорий пластик і надають їм будь-яку форму. Технологічні нововведення дозволили обмежити їхні розміри величиною маленької крапки, відповідно на маленькій ділянці екрана можна розташувати більше число електродів, що збільшує роздільну здатність LCD-монітора і дозволяє відображати навіть складні зображення в кольорі. Для виводу кольорового зображення необхідне підсвічування монітора ззаду, таким чином, щоб світло виходило із задньої частини LCD. Це необхідно для того, щоб можна було спостерігати зображення з гарною якістю, навіть якщо навколишнє середовище не є світлим. Для отримання кольорового зображення використовують три фільтри, що виділяють з випромінювання джерела білого світла три основні компоненти — червоний, зеленій та синій кольори. Завдяки комбінуванню цих трьох основних кольорів для кожної точки або пікселя екрана з'являється можливість відтворити будь-який колір.

### Підсвічування
- Зовнішнє — використовується в наручних годинниках, калькуляторах, старих мобільних телефонах та інш. Джерелом світла є сонце.

- Лампи розжарення — використовувалися в деяких годинниках з чорно-білим дисплеєм. Як джерело світла, використовувалась мініатюрна лампа розжарення.
- Електролюмінісцентна панель — використовується у годинниках, mp3-плеєрах. Являє собою тонкий шар кристалофосфора (наприклад, сульфат цинку), в якому відбувається електролюмінісценсія. Зазвичай має блакитний, помаранчевий або зелений колір.
- Газорозрядні (плазмові) лампи (CCFL, EEFL) — в таких лампах джерелом світла є плазма, яка виникає при проходженні електричного заряду через газ. Не варто плутати з плазмовими дисплеями.
- Світлодіодна (LED) — як джерело світла виступають світлодіоди. Такі дисплеї часто називають LED-TV, проте їх не варто плутати з LED-дисплеями.